# Guido Neumann
Guido Neumann (* 5. April 1932 in Wieda; † 13. Februar 2009 in Winsen) war ein deutscher Jurist. Er wurde auch als Fernsehrichter der ZDF-Sendung Streit um drei bekannt.

## Leben
Guido Neumann studierte in Münster und Hamburg Rechtswissenschaften und absolvierte in Niedersachsen und Hamburg das juristische Referendariat. Anschließend arbeitete er als Rechtsanwalt in Lüneburg und  als Gerichtsassessor in Celle und Hannover. Darauf folgten Tätigkeiten als Richter beim Landgericht in Stade und als Staatsanwalt. In dieser Eigenschaft trat er in der vierten Folge der Reihe Aktenzeichen XY ungelöst vom 15. März 1968 bei Eduard Zimmermann vor die Fernsehkameras des ZDF in Wiesbaden.
Danach wechselte Neumann an das Amtsgericht in Winsen/Luhe, dem er bis zu seiner Pensionierung verbunden blieb. Er war zunächst als Amtsrichter für Vormundschaftsfälle, Straf- und Zivilrecht tätig und wurde 1977 zum Direktor des Amtsgerichts ernannt. 1997 ging Neumann im Alter von 65 Jahren in den Ruhestand.
Nach seiner Pensionierung arbeitete er als Berater beim ZDF für die Gerichtsserie Streit um drei, in der Eugen Menken als erster Fernsehrichter in einer täglichen Serie fiktive Fälle richtete. Nach Menkens Ausstieg aus der Serie trat Neumann 1999 dessen Nachfolge als Fernsehrichter an und sprach in über 500 Fällen Urteile, wobei die Streitfälle oft aus Bagatellangelegenheiten bestanden. Die Rollen wurden dabei nicht selten von professionellen Schauspielern und mitunter Gaststars wie Hans von Borsody und Brigitte Mira übernommen. In einigen Folgen agierte Neumann neben seiner Richterrolle selbst als dubioser Antragsteller oder Zeuge, bis die Serie 2003 infolge der starken Konkurrenz durch die Privatsender eingestellt wurde.
Am 13. Februar 2009 starb Neumann an den Folgen eines Herzinfarkts.